# 1971.
◄ | 19. stoljeće | 20. stoljeće | 21. stoljeće | ►
◄ | 1940-ih | 1950-ih | 1960-ih | 1970-ih | 1980-ih | 1990-ih | 2000-ih | ►
◄◄ | ◄ | 1968. | 1969. | 1970. | 1971. | 1972. | 1973. | 1974. | ► | ►►
Arhitektura • Astronautika • Astronomija • Biologija • Film • Fotografija • Glazba • Kazalište • Kemija • Kiparstvo • Knjige • Književnost • Kršćanstvo • Meteorologija • Medicina • Planinarstvo • Politika • Pravo • Promet • Slikarstvo • Strip • Šport • Televizija • Znanost • Zrakoplovstvo • Željeznički promet

## Događaji
- 1. siječnja – Počela obvezna primjena poštanskoga broja uz naziv poštanskih ureda u SR Hrvatskoj (i cjelokupnoj SFRJ).
- 28. siječnja – Objavljena u hrvatskim i srpskim novinama "Sarajevska deklaracija o hrvatskom jeziku" sedmorice hrvatskih književnika (V. Lukić, M. Pešorda, N. Martić, V. Koroman, M. Marjanović, V. Pavlović, S. Bašić). [1]
- 31. siječnja – Nakon 19 godina stanovnici Istočnog i Zapadnog Berlina ponovno su mogli međusobno komunicirati telefonom.
- 2. veljače – U SAD-u je zabranjeno reklamiranje cigareta na radiju i televiziji.
- 7. veljače – U Švicarskoj su žene dobile pasivno i aktivno pravo glasa na saveznoj razini.
- 26. ožujka – Proglašavanje neovisnosti Bangladeša (Istocni Pakistan) prouzročilo je građanski rat između pristalica jedne države (Pakistana) i njezine vojske i građana Bangladeša.
- 30. srpnja – U sudaru mlaznog lovca i "Boeinga 727" kod Tokija poginulo je 162 ljudi.
- 13. rujna – Pobuna zatvorenika protiv uvjeta u zatvoru Attica kod New Yorka završila je pogibijom 39 zatvorenika i devet stražara koji su bili taoci.
- 24. rujna – Britanska je vlada protjerala 90 sovjetskih diplomata zbog navodne špijunaže. Moskva je zauzvrat 8. listopada uskratila dozvole za boravak sedamnaestorici britanskih diplomata.
- 10. listopada – U Austriji je na izborima za Nacionalno vijeće SPÖ (Socijalistička stranka Austrije) prvi put dobila više od 50 posto glasova.
- 26. listopada – Glavna skupština UN donijela je odluku o primanju Narodne Republike Kine uz istodobno isključenje Tajvana.
- 31. listopada – U Švicarskoj su na izborima za Nacionalno vijeće prvi put smjele sudjelovati i žene.
- 3. studenoga – I nakon rimskoga glasovanja vrha Katoličke crkve, svećenički celibat ostao je na snazi.
- 5. studenoga – Američki pilot kapetan Elgen Long krenuo je s aerodroma u San Franciscu na prvi let oko svijeta preko Sjevernog i Južnog pola. Letio je 215 sati i preletio 62.597 kilometara. Let je započeo 5. studenog, a završio 3. prosinca 1971.
- 8. studenoga – Na djelomice ponovljenim izborima u Filipinima, nacionalna stranka predsjednika Marcosa izgubila je dvotrećinsku većinu.
- 2. prosinca – Šest šeikata s obala Perzijskog zaljeva proglasilo je neovisnost od Velike Britanije i stvorila – Federaciju Arapskih Emirata (danas Ujedinjeni Arapski Emirati ).
- 3. prosinca – Zbog konflikata oko Istočnog Pakistana (Bangladeš) izbio je treći indijsko-pakistanski rat. Već 16. prosinca kapitulirala je pakistanska vojska u Bagladešu i time je nezavisnost Bangladeša faktički osigurana.
- 25. prosinca – U požaru koji je zahvatio jedan hotel u Seulu život je izgubilo 160 osoba.

## Rođenja

### Siječanj – ožujak
- 2. siječnja – Anthony Iob, talijanski hokejaš na ledu
- 7. siječnja – Kevin Rahm, američki glumac
- 11. siječnja – Mile Kekin, hrvatski glazbenik
- 14. siječnja – Lasse Kjus, norveški skijaš
- 16. siječnja – Sergi Bruguera, španjolski tenisač
- 20. siječnja – Ana Barbić Katičić, hrvatska pravnica i likovna umjetnica
- 24. siječnja – Zlatko Sudac, hrvatski katolički svećenik
- 25. siječnja – Žgaro Lubica, hrvatski književnik i političar
- 26. siječnja – Elvis Bošnjak, hrvatski dramatičar i glumac
- 26. siječnja – Saša Buneta, hrvatski glumac
- 27. siječnja – Lil Jon, američki hip-hoper i producent
- 28. siječnja – Mario Biondi, talijanski pjevač
- 1. veljače – Michael C. Hall, američki glumac
- 24. veljače – Pedro de la Rosa, španjolski vozač Formule 1
- 26. veljače – Erykah Badu, američka R&B, soul i hip hop pjevačica
- 7. ožujka – Žan Ojdanić, hrvatski malonogometaš, padobranac, dječji glumac i nekadašnji predsjednik navijačke skupine Torcida iz Splita[2] († 2016.)[3]
- 7. ožujka – Rachel Weisz, engleska glumica
- 7. ožujka – Peter Sarsgaard, američki glumac
- 15. ožujka – Zdeslav Vrdoljak, hrvatski vaterpolist
- 24. ožujka – Patrik Ćavar, hrvatski rukometaš
- 27. ožujka – Nathan Fillion, kanadski glumac
- 31. ožujka – Ewan McGregor, škotski glumac

### Travanj – lipanj
- 9. travnja – Jacques Villeneuve, kanadski vozač Formule 1
- 11. travnja – Oliver Riedel, njemački glazbenik
- 12. travnja – Shannen Doherty, američka glumica
- 13. travnja – Saša Ivaci, hrvatski operni pjevač
- 16. travnja – Igor Krasavin, bjeloruski glumac († 2009.)
- 16. travnja – Selena Quintanilla, meksičko-američka pjevačica tejano glazbe († 1994.)
- 18. travnja – David Tennant, škotski glumac
- 22. travnja – Eric Mabius, američki glumac
- 27. travnja – Małgorzata Kożuchowska, poljska glumica i glazbenica
- 29. travnja – Siniša Vuco, hrvatski pjevač
- 6. svibnja – Robert Knjaz, hrvatski televizijski voditelj
- 11. svibnja – Dražen Bratulić, hrvatski glumac
- 14. svibnja – Sofia Coppola, američka redateljica i glumica
- 26. svibnja – Jessalyn Gilsig, američka glumica
- 27. svibnja – Karin Kuljanić, hrvatska glazbenica i psihologinja
- 28. svibnja – Marco Rubio, američki političar
- 1. lipnja – Ghil'ad Zuckermann, izraelski jezikoslovac
- 5. lipnja – Mark Wahlberg, američki glumac i glazbenik
- 6. lipnja – Darko Kralj, hrvatski paraolimpijac
- 16. lipnja – Tupac Shakur, američki rap umjetnik, glumac i aktivist i pjesnik († 1996.)
- 21. lipnja – Katrin Aladjova, australsko-bugarska šahovska velemajstorica
- 22. lipnja – Mary Lynn Rajskub, američka glumica

### Srpanj – rujan
- 3. srpnja – Julian Assange, australski novinar i internetski aktivist
- 13. srpnja – Ivana Boban, hrvatska glumica
- 16. srpnja – Nataša Mikuš-Žigman, hrvatska političarka
- 20. srpnja – Sandra Oh, kanadska glumica
- 21. srpnja – Marina Poklepović, hrvatska glumica
- 1. rujna – Ricardo Antonio Chavira, američki glumac
- 9. rujna – Mack 10, američki hip-hoper
- 12. rujna – Goran Ivanišević, hrvatski tenisač, pobjednik Wimbledona
- 13. rujna – Svjetlana Gladiševa, ruska skijašica
- 16. rujna – Amy Poehler, američka glumica
- 17. rujna – Mirjana Hrga, hrvatska novinarka
- 30. rujna – Jenna Elfman, američka glumica hrvatskog podrijetla

### Listopad – prosinac
- 13. listopada – Sacha Baron Cohen, britanski glumac i komičar
- 15. listopada – Niko Kovač, hrvatski nogometaš
- 20. listopada – Snoop Dogg, američki reper, pjevač, glumac, producent i tekstopisac
- 29. listopada – Winona Ryder, američka glumica
- 31. listopada – Chris Tucker, američki glumac, komičar
- 5. studenoga – Corin Nemec, američki glumac
- 20. studenoga - Mario Lipovšek - Battifiaca, hrvatski pjevač te televizijski i radijski voditelj
- 25. studenoga – Christina Applegate, američka filmska i TV glumica
- 27. studenoga – Albert Demčenko, ruski sanjkaš
- 6. prosinca – Helena Bulaja, hrvatska multimedijska umjetnica
- 7. prosinca – Jasmin Bašić, bosanskohercegovački operni pjevač
- 18. prosinca – Željka Kovačević Andrijanić, hrvatska književnica
- 23. prosinca – Corey Haim, kanadski glumac († 2010.)

### Nepoznat datum rođenja
- Mike Batayeh, američki glumac († 2023.

## Smrti

### Siječanj – ožujak
- 10. siječnja – Coco Chanel, francuska modna kreatorica (* 1883.)
- 26. veljače – Fernandel, francuski filmski glumac (* 1903.)
- 20. ožujka – Hallam Cooley, američki glumac (* 1895.)

### Travanj- lipanj
- 6. travnja – Igor Stravinski, ruski skladatelj (* 1882.)
- 16. svibnja – Fedor Aranacki, hrvatski pravnik (* 1888.)
- 23. svibnja – Josip Pupačić, hrvatski književnik (* 1928.)
- 28. svibnja – Audie Murphy, američki glumac i ratni heroj (* 1924.)
- 4. lipnja – Gyorgy Lukacs, mađarski filozof i književni kritičar (* 1885.)
- 21. lipnja – Tomislav Tanhofer, hrvatski glumac (* 1898.)

### Srpanj – rujan
- 3. srpnja – Jim Morrison, pjevač, vođa "Doorsa" (* 1943.)
- 6. srpnja – Louis Daniel "Satchmo" Armstrong, američki jazz glazbenik (* 1900.)
- 9. srpnja. – Zlatko Šulentić, hrvatski slikar (* 1893.)
- 11. rujna. – Nikita Hruščov, sovjetski političar i državnik (* 1894.)
- 21. rujna – Bernardo Alberto Houssay, argentinski fiziolog, nobelovac (* 1887.)

### Listopad – prosinac
- 2. studenog – Jakob Ukmar, slovenski svećenik (* 1878.)
- 26. studenog – Giacomo Alberione, talijanski svećenik i blaženik (* 1884.)

## Nobelova nagrada za 1971. godinu
- Fizika: Dennis Gábor
- Kemija: Gerhard Herzberg
- Fiziologija i medicina: Earl W. Sutherland, Jr.
- Književnost: Pablo Neruda
- Mir: Willy Brandt
- Ekonomija: Simon Kuznets

## Vanjske poveznice
|  | Zajednički poslužitelj ima još gradiva o temi 1971. |